# Wolfeton House
Wolfeton House (někdy Wolveton House) je raně tudorovský a alžbětinský panský dům v Dorsetu v Anglii. Nachází se mezi vodními loukami severozápadně od Dorchesteru, nedaleko soutoku řek Frome a Cerne. Je blízko vesnice Charminster.

## Historie
Kompaktní původní nádvoří současné budovy pochází přibližně z roku 1480. Dům, jehož historie možná sahá až do římských dob, byl venkovským sídlem několika rodin, včetně rodin Mohunů a Trenchardů. Dochovaná budova byla postavena rodinou Trenchardů, jednou z nejvýznamnějších rodin v Dorsetu během 16. století.
V lednu 1506 Sir Thomas Trenchard hostil ve Wolfetonu/Wolvetonu Filipa Rakouského, arcivévodu rakouského a krále kastilského, a jeho manželku královnu Janu Kastilskou poté, co jejich loď na cestě do Španělska přistála kvůli bouři u Melcombe Regis, nedaleko Wolfetonu. S touto událostí je spojena známá historka o Johnu Russellovi, 1. hraběti z Bedfordu, který se narodil jako syn obchodníka s vínem z Weymouthu a stal se oblíbencem krále Jindřicha VIII. Historik z Dorsetu Johna Hutchinse († 1773) píše: V tomto domě položil John Russell z Berwicku (Dorset), Esq., základy poct a majetku slavné rodiny vévody z Bedfordu. Poté, co strávil několik let ve Španělsku, byl pozván svým příbuzným Sirem Thomasem Trenchardem, aby obsluhoval a bavil arcivévodu rakouského, krále Kastilie, který ho doporučil do přízně krále Jindřicha VII. Ten jej přijal do své přízně, jmenoval ho jedním z pánů své soukromé komnaty a později ho doporučil svému synovi Jindřichu VIII.
V červnu 2023 byla radou Dorsetu zamítnuta žádost o stavební povolení na výstavbu domů v blízkosti panského sídla.

## Budova
Části Wolfeton House pocházejí z jižní strany raného čtyřúhelníkového nádvoří z 16. století. Dům má třípatrovou věž na jižní straně, jejíž nejvyšší patro bylo postaveno přibližně v roce 1862. Západně od věže vede stěna z 16. století k osmihranné věži s prevéty.

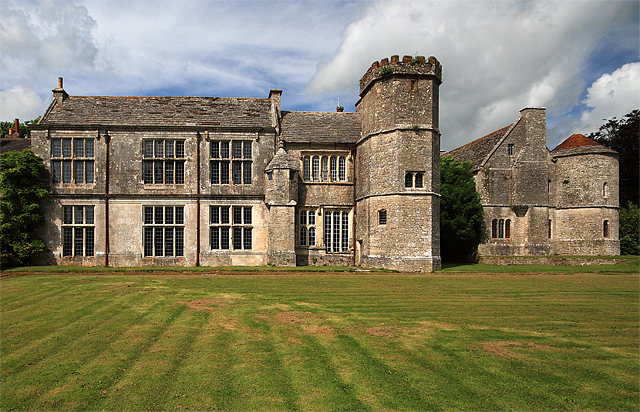
Jižní strana Wolfeton House

Interiér domu je obložen dubem a obsahuje rozsáhlou sbírku alžbětinských a jakobínských řezeb, včetně těch zobrazujících římské vojáky a postavu Brita s kyjem. Hlavní kamenné schodiště, postavené v roce 1580, je považováno za jedinečné díky vyřezávaným figurám v balustrádě. Podlaha Velké síně je původní a pochází z 16. století, zatímco krb je vyzdoben figurami, včetně postavy domorodého Američana.

## Vrátnice
Vrátnice u Wolfeton House má desku s nápisem, který uvádí, že byla dokončena v roce 1534. Vrátnice má dvě patra a podkroví a byla postavena přibližně 30 metrů východně od hlavní budovy. Má dvě kulaté věže, které nejsou stejně velké, se vchodem ve tvaru oblouku mezi nimi, ale posunutým mimo střed. Kolem dveří je plastický motiv se dvěma koncovými prvky, zobrazujícími satyra a myšici křovinnou, každý držící hůl. Nad dveřmi je kartuše z počátku 18. století.
Vrátnice je k dispozici k rekreačnímu pronájmu prostřednictvím Landmark Trust.

## Filmová lokace
Tato usedlost byla použita k natáčení některých scén jako melancholický domov princezny Marie v seriálu Wolf Hall: The Mirror and the Light. V newsletteru PBS poskytla vedoucí lokací Rebecca Pearson tento komentář: místo „funguje atmosféricky, protože celé působí, jako by se rozpadalo. Omítka opadává ze zdí... potrhané tapisérie a rozbitá okna vyjadřují pocit, že tam byla v podstatě vězněná.“